# Dekanat Ostrawa
Dekanat Ostrawa – jeden z 11 dekanatów tworzących diecezję ostrawsko-opawską Kościoła łacińskiego w Czechach. Obejmuje 21 parafii. Obowiązki dziekana pełni (2011) ks. Josef Gazda, proboszcz parafii w Porubie.
Na terenie dekanatu znajdują się następujące parafie:
- Heřmanice: Parafia św. Marka Ewangelisty
- Hošťálkovice: Parafia Wszystkich Świętych
- Hrabová: Parafia św. Katarzyny
- Hrabůvka: Parafia Panny Marii
- Hrušov: Parafia Świętych Franciszka i Wiktora
- Kunčičky: Parafia św. Antoniego Padewskiego
- Mariánské Hory: Parafia Maryi Panny Królowej
- Michálkovice: Parafia Wniebowzięcia Maryi Panny
- Moravská Ostrava: Parafia Boskiego Zbawiciela
- Plesná: Parafia św. Jakuba
- Polanka: Parafia św. Anny
- Poruba: Parafia św. Mikołaja
- Přívoz: Parafia Niepokalanego Poczęcia Panny Marii
- Pustkovec: Parafia Świętych Cyryla i Metodego
- Radvanice: Parafia Niepokalanego Poczęcia Maryi Panny
- Slezská Ostrava: Parafia św. Józefa
- Stará Bělá: Parafia św. Jana Nepomucena
- Svinov: Parafia Chrystusa Króla
- Třebovice: Parafia Wniebowzięcia Panny Marii
- Vítkovice: Parafia św. Pawła Apostoła
- Zábřeh: Parafia Nawiedzenia Panny Marii

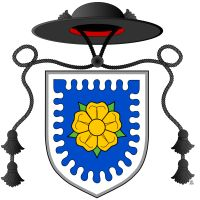
Herb dekanatu
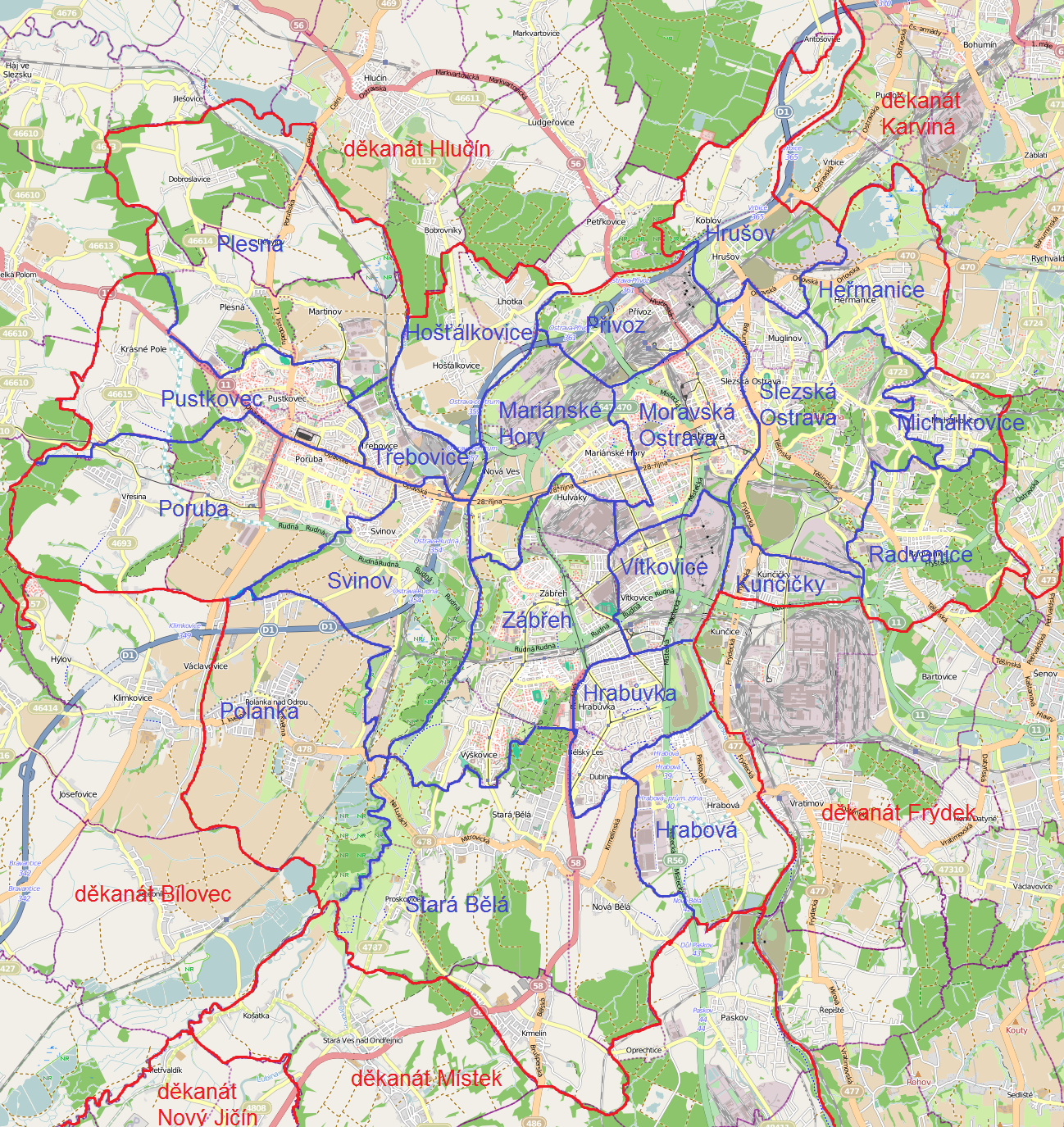
Podział dekanatu na parafie